# Тімоті Гауерс
Вільям Тімоті Гауерс (англ. Sir William Timothy Gowers; нар. 20 листопада 1963, Вілтшир) — англійський математик, член Королівського товариства, Роуз Болл професор математики на факультеті чистої математики і математичної статистика Кембриджського університету, член Триніті-коледжу, Кембридж. У 1998 році він отримав Медаль Філдса за дослідження, пов'язані з функціональним аналізом і комбінаторикою.

## Освіта
Освіту отримав в Королівському коледжі Кембриджу, і Ітон Коледжі. Кандидатську дисертацію «Симетричні структури в банахових просторах» захистив в Кембриджському університеті (Триніті-коледж) в 1990 році під керівництвом Бели Боллобаша.

## Кар'єра
З 1991 по 1995 рік працював на кафедрі математики в Університетському коледжі Лондона. У 1996 році він отримав премію Європейського математичного товариства і в 1998 році Медаль Філдса за дослідження в функціональному аналізі і комбінаториці. Він використав інструменти з комбінаторики для доведення деяких гіпотез Стефана Банаха про банахів простір і побудував банахів простір з майже відсутньою симетрією, яка виступає як контрприклад ряду інших гіпотез. З Бернардом Море він розв'язав «проблему безумовно основної послідовності» в 1992 році, показавши, що не всякий нескінченновимірний банахів простір має нескінченновимірний підпростір, що допускає безумовний базис Шаудера. Інша робота, яка виявилася дуже впливовою, є його доведення теореми Семереді по Фур'є-аналітичним методами. Він також зробив істотний внесок у комбінаториці, зокрема, вивчення регулярності для графів і гіперграфів. Побудував контрприклад, який визначає межі покращення оцінок у лемі регулярності Семереді. У 1999 році його обрано членом Королівського товариства.
На додаток до наукових робіт з математики, Гауерс також є автором ряду робіт із популяризації математики, в тому числі книги 2002 року Математика: короткий вступ (ISBN 0192853619), яка описує сучасну математику для нефахівців. Він був консультантом фільму 2005 року Доведення, головні ролі в якому виконували Гвінет Пелтроу і Ентоні Хопкінс. Останнім часом він був редактором Принстонського супутника математики (англ. The Princeton Companion to Mathematics), об'ємної книги, виданої в 2008 році, яка представляє і досліджує розвиток різних галузей і понять сучасної математики.

### Проєкт Polymath
В пості 2009 року в своєму блозі, Гауерс задав провокаційне питання «Чи можлива масова співпраця в математиці?» [Архівовано 16 червня 2021 у Wayback Machine.]. Це Повідомлення привело до створення Polymath проєкту [Архівовано 3 листопада 2010 у Wayback Machine.], який використовував функціональність коментарів його блогу для співробітництва в математиці.
Запропонована спочатку проблема [Архівовано 6 червня 2021 у Wayback Machine.] для цього проєкту, який тепер називається Polymath1 спільнотою Polymath, була знайти нове комбінаторне доведення щільності версії Хейлс-Джеветта теореми. Коли проєкт набув форми, виникло дві основні теми дискурсу. Перший потік, який був проведений в коментарях блогу Гауерса, тривав над початковою задачею знаходження комбінаторного доведення. Другий потік, який був проведений в коментарях блогу Террі Тао, сфокусувався на розрахунку оцінки щільності Хейлса-Джеветта чисел та Мозера чисел для низьких розмірностей.
Через 7 тижнів, Гауерс оголосив у своєму блозі, що проблема, «ймовірно, вирішена», хоча робота продовжувалась як в блозі Гауерса так і в блозі Тао до травня 2009 року, близько трьох місяців після початкової декларації. У загальному числі понад 40 осіб сприяли Polymath1 проєкту. Обидві нитки Polymath1 проєкту були успішними, виробили принаймні два нових документи, які будуть опубліковані під псевдонімом DHJ Polymath.
Успіх проєкту Polymath1 породив додаткові проєкти Polymath. На сьогодні є 5 офіційних Polymath проєктів, і 2 міні-Polymath проєктів. Докладнішу інформацію про Polymath1 проєкти можна знайти на вікі проєкті [Архівовано 22 серпня 2010 у Wayback Machine.]. Ніжне введення в Polymath проєкт [Архівовано 6 грудня 2010 у Wayback Machine.] Джейсона Дайера забезпечує гарне пояснення роботи проєкту для нематематичної аудиторії.

### Tricki
Tricki.org [Архівовано 26 березня 2022 у Wayback Machine.] є проєкт стилю Вікіпедії для збору методів розв'язання математичних задач задуманий у 2008 році і запущений Гауерсом, Олофом Сісаском і Алексом Фролкіном в березні 2009. Теренс Тао і Бен Дж. Грін серед тих, які вже написали статті

## Приватне життя
Він є сином Кароліни Моріс і композитора Патріка Гауерса, правнук британського службовця сера Ернеста Гауерса і праправнук невролога сера Вільяма Річарда Гауерса. Він має чотирьох дітей і грає на джазовому фортепіано.

## Вибрані публікації
- Gowers, W.T.; Maurey, Bernard (6 травня 1992). The unconditional basic sequence problem. Arxiv.org.
- Gowers, W.T. (2001). A new proof of Szemerédi's theorem. Geom. Funct. Anal. 11, 465–488.
- Gowers, W.T. (2007). Hypergraph regularity and the multidimensional Szemerédi theorem. Ann. Of Math. 166, 897–946.
- Gowers, Timothy (August 2002). Mathematics: A Very Short Introduction. Oxford Paperbacks. ISBN 978-0192853615.
- Gowers, Timothy, ред. (2008). The Princeton Companion to Mathematics. Princeton University Press. ISBN 978-0691118802.